# Juncus scirpoides
Juncus scirpoides är en tågväxtart som beskrevs av Jean-Baptiste de Lamarck. Juncus scirpoides ingår i släktet tåg, och familjen tågväxter. Inga underarter finns listade i Catalogue of Life.

## Bildgalleri

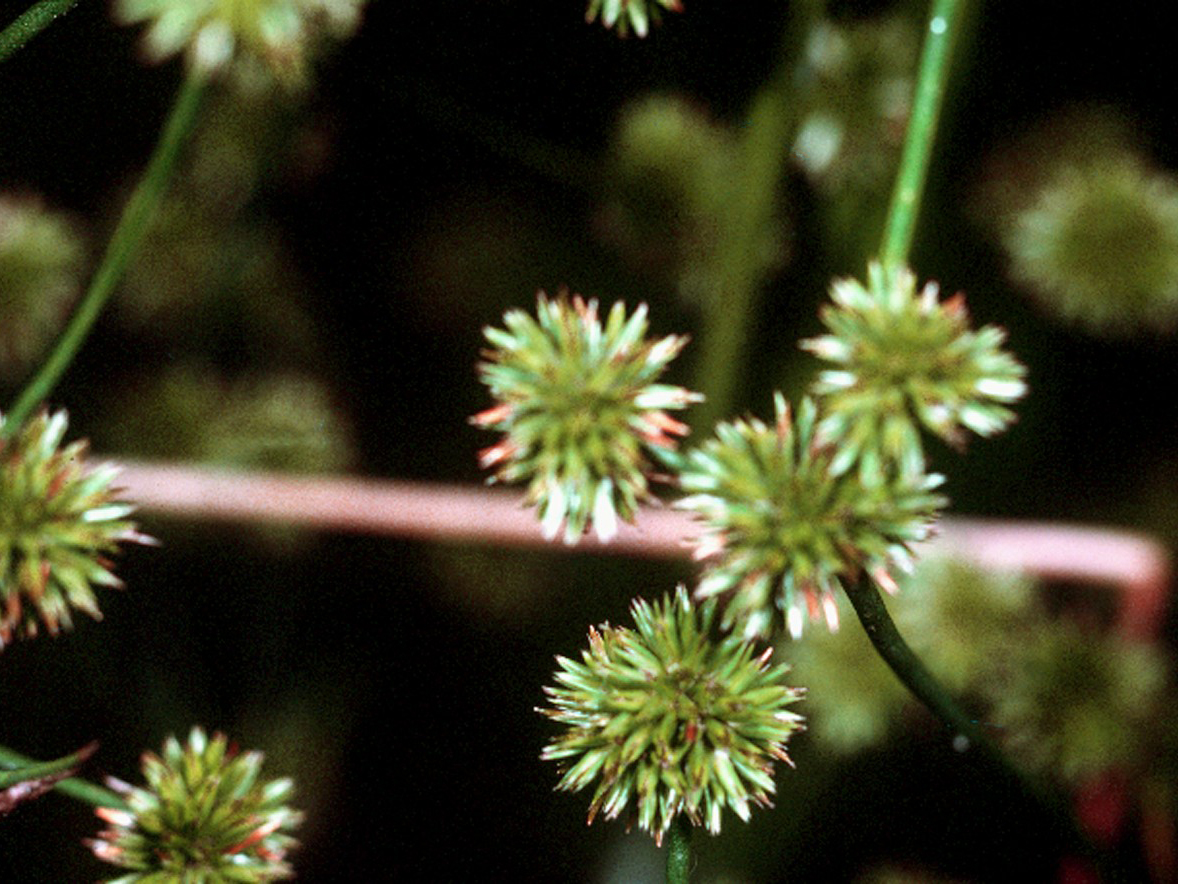